# 哥斯大黎加擬莖海龍
哥斯大黎加擬莖海龍（学名：Pseudophallus elcapitanensis），為輻鰭魚綱棘背魚目海龍魚科的其中一種，分布於中美洲哥斯大黎加及巴拿馬淡水水域，棲息深度9-10公尺，體長可達18.5公分，棲息在沿岸河流水草生長茂盛的地區，屬肉食性，以水生昆蟲為食。